# 哈利法国际体育场
哈利法国际体育场（阿拉伯语：‎）或称卡塔尔国家体育场，是一座位于卡塔尔杜哈的综合体育场，与阿斯拜尔运动精英学院、哈马德水上运动中心、阿爾發塔共同组成了杜哈體育城。体育场命名自卡塔尔前任埃米尔谢赫哈利法·本·哈马德·阿勒萨尼，是2011年亚洲杯足球赛的决赛球场，同時亦用作卡塔尔国家足球队的主場球場。

## 历史

### 竣工落成
体育场于1976年竣工对外开放，哈利法国际体育场承办的第一项重大国际赛事是1976年的海湾杯足球赛，赛事的开幕式在该体育场进行。1992年海湾杯足球赛也在此举行。体育场还曾举办过1994年世界杯亚洲区外围赛、1995年世界青年足球锦标赛以及卡塔尔主要的杯赛埃米尔杯。自1997年以来，体育场承办着每年一届的田径赛事卡塔尔田径超级大奖赛，现在已成为国际田联钻石联赛的一站。

### 重新装修
体育场在2006年亚洲运动会前重新装修设计，将座位从2万个扩充到5万个。体育场外观犹如半张口的贝壳，西侧搭建了一个顶棚，东侧则设计有一个大平台，2006年亚洲运动会开幕式的烟花就是从这一平台上发射而出的。在重新装修前的体育场以举办足球赛事为主，同时也承办一些其他体育赛事。为了举办2022年世界杯，这座体育场经过重新设计，计划将容量从原来的5万人进一步扩大至68030人，后因故未实施。
体育场承办过2009年11月14日进行的巴西国家足球队与英格兰国家足球队以及2010年12月17日进行的巴西国家足球队与阿根廷国家足球队之间的两场高水平足球友谊赛。2009年11月8日至12日，体育场还举行了国际中学生体育联合会所承办的世界中学生运动会，体育场目前也是卡塔尔国家足球队的主体育场。

## 承办国际性体育赛事
- 1976年海湾杯足球赛主体育场（1976年）
- 1992年海湾杯足球赛主体育场（1992年）
- 1995年世界青年足球锦标赛主体育场（1995年）
- 2004年海湾杯足球赛主体育场（2004年）
- 2006年亚洲运动会主体育场（2006年）
- 2011年亚洲杯足球赛A组赛事、四分之一决赛、半决赛和决赛主体育场（2011年）
- 2019年世界田径锦标赛
- 2019年国际足联俱乐部世界杯
- 2022年世界杯足球赛承办赛场（2022年）
- 2023年亚洲杯足球赛承办赛场（2024年）
- 2030年亞洲運動會主體育場(2030年)

### 2011年亚洲杯足球賽

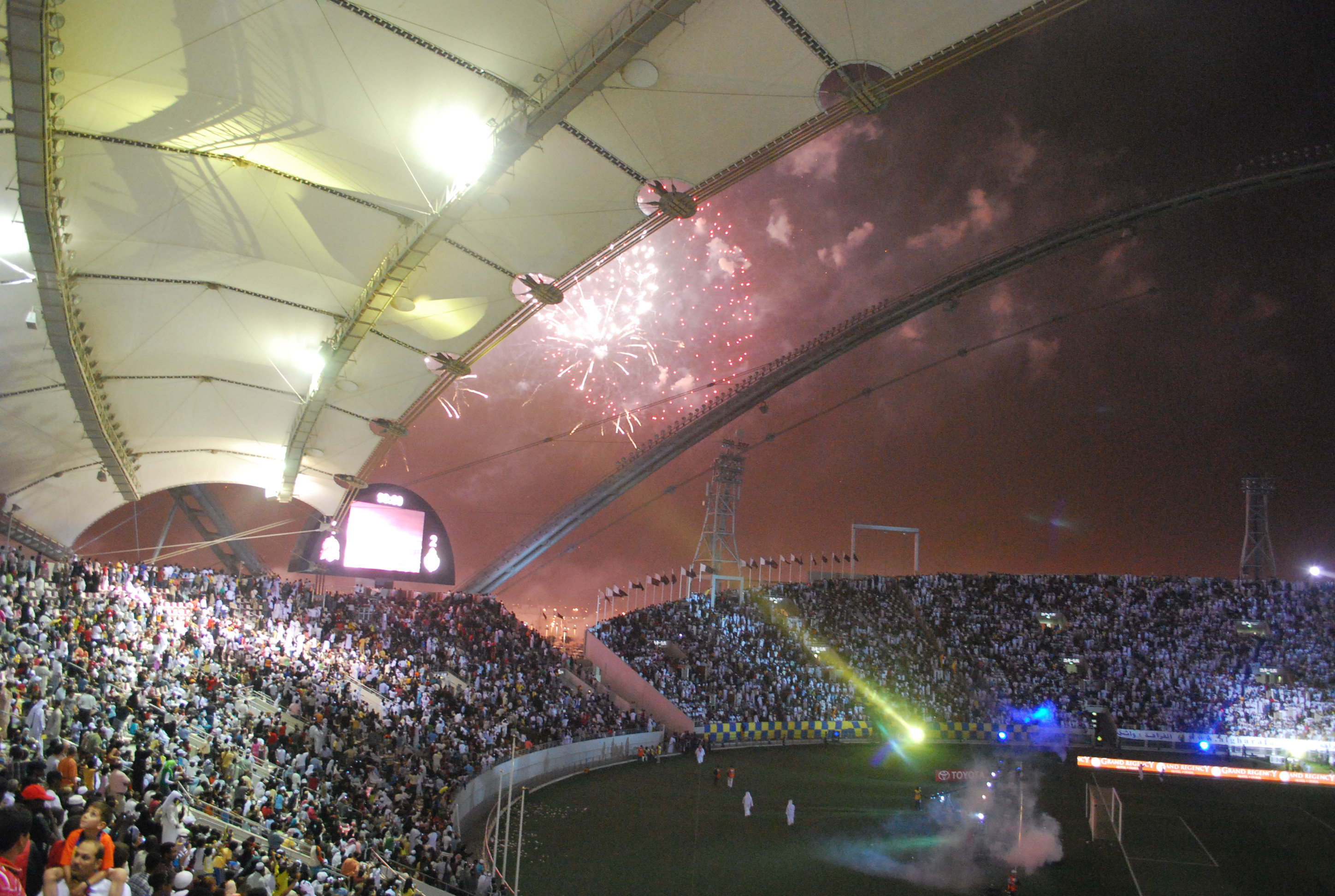
夜幕下的哈利法国际体育场

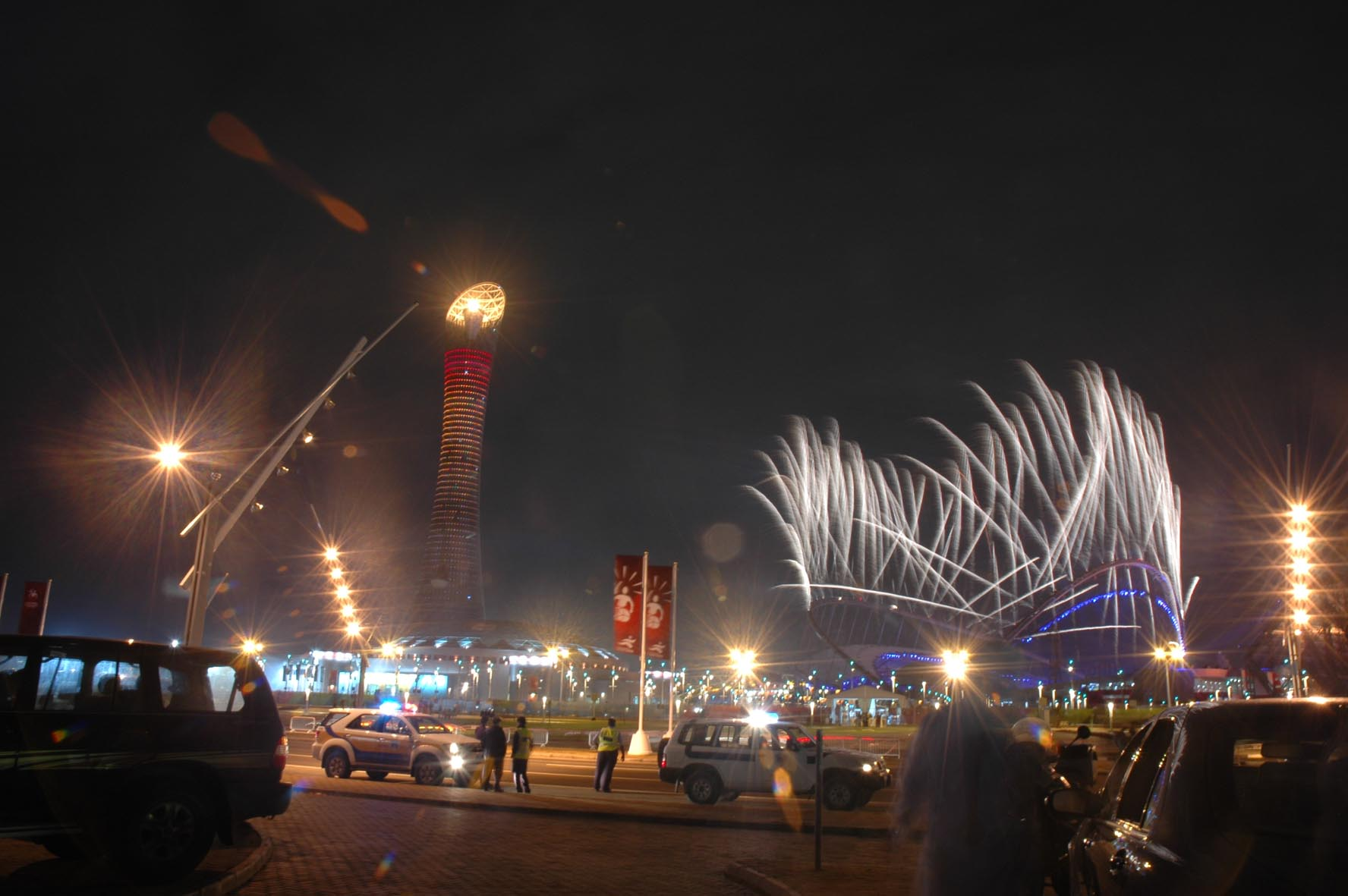
2006年亚运会体育场内迸发出的开幕式烟花

| 日期       | 时间           | 球队 | 比分 | 球队   | 阶段         |
| ---------- | -------------- | ---- | ---- | ------ | ------------ |
| 2011-01-07 | 19:15（UTC+3） |      | 0–2  |        | A组          |
| 2011-01-12 | 19:15（UTC+3） | 中國 | 0-2  |        | A组          |
| 2011-01-16 | 19:15（UTC+3） |      | 3-0  | 科威特 | A组          |
| 2011-01-21 | 19:25（UTC+3） |      | 2-1  | 约旦   | 四分之一决赛 |
| 2011-01-25 | 19:25（UTC+3） |      | 0-6  |        | 半决赛       |
| 2011-01-29 | 18:00（UTC+3） |      | 0-1  | 日本   | 决赛         |

### 友谊赛
| 日期       | 时间           | 球队   | 比分 | 球队     |
| ---------- | -------------- | ------ | ---- | -------- |
| 2009-11-14 | 19:15（UTC+3） | 巴西   | 1–0  | 英格兰   |
| 2010-11-17 | 19:15（UTC+3） | 巴西   | 0–1  | 阿根廷   |
| 2010-12-28 | 19:15（UTC+3） |        | 0–0  | 伊朗     |
| 2013-02-06 | 21:00（UTC+3） | 西班牙 | 3–1  | 乌拉圭   |
| 2018-09-07 | 19:00（UTC+3） |        | 1–0  | 中國     |
| 2018-09-11 | 19:00（UTC+3） |        | 3–0  | 巴勒斯坦 |
| 2018-12-31 | 20:00（UTC+3） |        | 1–2  | 伊朗     |

### 2019年俱乐部世界杯
| 日期       | 球队         | 比分                              | 球队                   | 阶段       |
| ---------- | ------------ | --------------------------------- | ---------------------- | ---------- |
| 2019-12-17 | 阿尔萨德     | 2-6                               | 突尼西亞突尼斯希望     | 五六名决赛 |
| 2019-12-17 | 巴西弗拉门戈 | 3-1                               | 沙烏地阿拉伯利雅得新月 | 半决赛     |
| 2019-12-18 | 墨西哥蒙特雷 | 1-2                               | 英格兰利物浦           | 半决赛     |
| 2019-12-21 | 墨西哥蒙特雷 | 2–2（加时赛，点球4-3，总比分6-5） | 沙烏地阿拉伯利雅得新月 | 三四名决赛 |
| 2019-12-21 | 英格兰利物浦 | 0-0（加时赛1-0，总比分1-0）       | 巴西弗拉门戈           | 决赛       |

### 2022年世界杯足球赛
| 日期       | 球队   | 比分 | 球队     | 阶段       |
| ---------- | ------ | ---- | -------- | ---------- |
| 2022-11-21 | 英格兰 | 6–2  | 伊朗     | B组        |
| 2022-11-23 | 德国   | 1–2  | 日本     | E组        |
| 2022-11-25 | 荷蘭   | 1-1  |          | A组        |
| 2022-11-27 |        | 4–1  | 加拿大   | F组        |
| 2022-11-29 |        | 1–2  | 塞内加尔 | A组        |
| 2022-12-1  | 日本   | 2–1  | 西班牙   | E组        |
| 2022-12-3  | 荷蘭   | 3–1  | 美国     | 1/8决赛    |
| 2022-12-17 |        | 2–1  | 摩洛哥   | 三四名决赛 |